# Hunter's Moon
Hunter's Moon è un videogioco di tipo sparatutto spaziale pubblicato nel 1987 per Commodore 64 da Thalamus Ltd. Dotato di una certa originalità, ottenne perlopiù buone recensioni dalle riviste dell'epoca, compreso un titolo di "gioco caldo" da Zzap!. Venne sviluppato principalmente da Martin Walker, autore successivamente anche del successo Citadel.

## Modalità di gioco
Il giocatore controlla l'astronave Hunter che deve attraversare 16 sistemi stellari, composti in tutto da 128 livelli, per ritrovare la via di casa. Ciascun livello è un'area di spazio bidimensionale con visuale dall'alto e scorrimento multidirezionale, popolata da città aliene con struttura geometrica composte da cellule che si ripetono, come alveari. Alcune cellule "operaie" indistruttibili si spostano su percorsi predefiniti e generano le strutture lungo il proprio cammino.
La Hunter può muoversi nelle 8 direzioni e sparare alle cellule fisse, distruggendole temporaneamente, ma verranno presto ricostruite dalle cellule operaie.
Urtare contro oggetti fissi o mobili è letale, il giocatore deve quindi aprirsi dei varchi sparando per poter attraversare le strutture al momento giusto. Lo scopo di ogni livello è infatti raccogliere le cellule stellari nascoste all'interno delle città. La posizione degli obiettivi è indicata anche in un piccolo radar.
Se in più si raccoglie la cellula stellare lampeggiante entro un tempo limite si ottiene una coordinata e con quattro coordinate si salta direttamente al prossimo sistema stellare, senza dover completare tutti i livelli.
Progredendo nei sistemi, alcune cellule possono anche sparare delle spore letali; dopo aver preso una cellula stellare si è protetti temporaneamente dalle spore. Altre difficoltà che si aggiungono includono cellule stellari visibili solo al radar, operaie che cambiano direzione all'improvviso, muri indistruttibili.
Al termine di ogni sistema c'è un livello bonus in cui si può sparare alle operaie per vincere una vita.
Mettendo in pausa il gioco si accede a un menù a tendina con alcune funzionalità:
- Motori: permette di cambiare il tipo di propulsione della Hunter: con arresto automatico, con inerzia, o turbo.
- Verniciatura: cambia il colore della Hunter, a puro scopo estetico.
- Scudi: attiva uno degli scudi, disponibili in quantità limitata (se ne riceve uno per sistema); lo scudo protegge l'astronave dalle spore e dura per tutto il livello in corso.
- Fuori servizio: avvia un gioco di luci psichedeliche personalizzabili, a puro scopo estetico.